# Kleinsporig zilvermosschijfje
Kleinsporig zilvermosschijfje (Octospora bryi-argentei) is een kleine oranje paddenstoelensoort uit het geslacht Octospora. Hij komt voor bij zilvermos (Bryum argenteum) en infecteert de rizoïden.

## Determinatie
De apotheciën meten 1–2,5(–3) mm in diameter en hebben een opvallende vliezige rand. Het hymenium is oranje en de rand is iets bleker. De parafysen zijn recht tot apicaal gebogen. De asci zijn 8-sporig, cilindrisch en meten 160–240 × 14–17(–20) µm. De ascosporen zijn ellipsoïde tot breed ellipsoïde, glad, enigszins ribbelig, met een oliedruppeltjes van 9–10 µm en meten 15–17(–18) × 11–12(–13) µm.

## Verspreiding
In Nederland is kleinsporig zilvermosschijfje vrij zeldzaam. 